# Wheelmap.org
Wheelmap.org es un proyecto comunitario interactivo, basado en OpenStreetMap, que fue lanzado en 2010 por el emprendedor social y creador de proyectos innovadores Raúl Krauthausen. Esta página colecciona y muestra informaciones relevantes sobre lugares accesibles en silla de ruedas, en todo el mundo, que significa la mejora de la participación social para toda la gente.
Wheelmap es similar a Wikipedia, es decir, la información y las entradas las aportan los usuarios. Cualquiera puede unirse y añadir nuevos lugares adecuados para el acceso en silla de ruedas.
En torno a Wheelmap se encuentran diversos proyectos en marcha para aquellos que quieran involucrarse. Ya sea como individuo, negocio, centro educativo o club, todo el mundo puede participar.

El programa gratuito Wheelmap, también se encuentra disponible para iPhone, iPad y teléfonos móviles con sistema operativo Android y Windows Phone.

## Pictogramas
Los usuarios pueden buscar lugares y comprobar su accesibilidad para personas en silla de ruedas. También pueden etiquetar por sí mismos un lugar por su grado de accesibilidad de acuerdo con un sistema basado en el semáforo.
| Verde    | Verde    | El lugar es totalmente accesible, sin restricciones | - entrada: sin escalones - habitaciones: sin escalones - aseos (si los hay): accesibles                                                                                      |
| Amarillo | Amarillo | El lugar tiene accesibilidad restringida            | - entrada: tiene un escalón no más alto de 7 cm (ancho de una mano) - habitaciones: Las habitaciones más importantes no tienen escalones - aseos (si los hay): no accesibles |
| Rojo     | Rojo     | El lugar no es accesible                            | - entrada: tiene un escalón más alto de 7 cm - habitaciones: No se puede acceder a las habitaciones importantes - aseos (si los hay): no accesibles                          |

Los lugares sin etiquetar se marcan de color gris, y se puede marcar de forma rápida y fácilmente por cualquier, sin registro. Para añadir comentarios específicos, el usuario debe estar registrado. Los usuarios registrados pueden agregar imágenes a una ubicación y escribir un comentario con más detalles sobre la accesibilidad del lugar para personas en silla de ruedas.

## Premios
- 2010 INCA (Innovative and Creative Application) Award[6]
- 2011 Vodafone's Smart Accessibility Award[7]
- 2011 Werkstatt N - Premio (Consejo para el Desarrollo Sostenible - Alemania)[8]
- 2012 World Summit Award (section mobile-inclusion & Empowerment)[9]
- 2014 Premio Europeo para el Emprendimiento Social y la Discapacidad[10]